# Rallye Monte Carlo 1994
Die 62. Rallye Monte Carlo war der 1. Lauf zur Rallye-Weltmeisterschaft 1994. Sie fand vom 24. bis zum 27. Januar in der Region von Monaco statt.

## Klassifikationen

### Endergebnis
| Rang | Fahrer              | Co-Pilot               | Auto                    | Zeit (Std./Min./Sek.) | Rückstand Sieger (Min./Sek.) Rückstand V (Min./Sek.) |
| ---- | ------------------- | ---------------------- | ----------------------- | --------------------- | ---------------------------------------------------- |
| 1    | François Delecour   | Daniel Grataloup       | Ford Escort RS Cosworth | 6:12:20               | 00:00                                                |
| 2    | Juha Kankkunen      | Juha Piironen          | Toyota Celica Turbo     | 6:13:25               | 01:05                                                |
| 3    | Carlos Sainz senior | Luis Moya              | Subaru Impreza 555      | 6:14:07               | 01:47 00:42                                          |
| 4    | Miki Biasion        | Tiziano Siviero        | Ford Escort RS Cosworth | 6:16:56               | 04:36 02:49                                          |
| 5    | Kenneth Eriksson    | Staffan Parmander      | Mitsubishi Lancer Evo I | 6:19:17               | 06:57 02:21                                          |
| 6    | Bruno Thiry         | Stéphane Prévot        | Ford Escort RS Cosworth | 6:19:18               | 06:58 00:01                                          |
| 7    | Armin Schwarz       | Klaus Wicha            | Mitsubishi Lancer Evo I | 6:29:19               | 16:59 10:01                                          |
| 8    | Pierre-Manuel Jenot | Slobodan Milosavljevic | Ford Escort RS Cosworth | 6:49:16               | 36:56 19:57                                          |
| 9    | Jesús Puras         | Álex Romani            | Ford Escort RS Cosworth | 6:54:49               | 42:29 05:33                                          |
| 10   | Colin McRae         | Derek Ringer           | Subaru Impreza 555      | 7:01:30               | 49:10 06:41                                          |

Insgesamt wurden 94 von 186 gemeldeten Fahrzeuge klassiert:

### Wertungsprüfungen
| Tag            | WP                                       | Name                          | Länge    | Start MESZ        | Gewinner          | Co-Pilot                | Auto                    | Zeit  | Leader            |
| Tag 1 24. Jan. |                                          |                               |          |                   |                   |                         |                         |       |                   |
| -------------- | ---------------------------------------- | ----------------------------- | -------- | ----------------- | ----------------- | ----------------------- | ----------------------- | ----- | ----------------- |
| Tag 1 24. Jan. | WP1                                      | Pierreville – Antraigues      | 35,97 km | 10:08             | Armin Schwarz     | Klaus Wicha             | Mitsubishi Lancer Evo I | 22:22 | Armin Schwarz     |
| Tag 1 24. Jan. | WP2                                      | La Souche – Col de la Chavade | 27,19 km | 11:27             | Armin Schwarz     | Klaus Wicha             | Mitsubishi Lancer Evo I | 17:02 | Armin Schwarz     |
| Tag 1 24. Jan. | WP3                                      | Burzet – St. Martial          | 41,41 km | 12:45             | Didier Auriol     | Bernard Occelli         | Toyota Celica Turbo     | 24:09 | Didier Auriol     |
| Tag 1 24. Jan. | WP4                                      | Freydaparet – Louveton        | 16,90 km | 14:39             | François Delecour | Daniel Grataloup        | Ford Escort RS Cosworth | 09:46 | Didier Auriol     |
| Tag 1 24. Jan. | WP5                                      | St. Bonnet le Froid           | 25,74 km | 15:17             | Kenneth Eriksson  | Staffan Parmander       | Mitsubishi Lancer Evo I | 16:20 | François Delecour |
| Tag 1 24. Jan. | WP6                                      | Lalouvesc – Col du Marchand   | 32,76 km | 16:06             | Armin Schwarz     | Klaus Wicha             | Mitsubishi Lancer Evo I | 20:39 | François Delecour |
| Tag 2 25. Jan. |                                          |                               |          |                   |                   |                         |                         |       | François Delecour |
| WP7            | St. Jean en Royans – Font d’Urle         | 25,44 km                      | 08:59    | François Delecour | Daniel Grataloup  | Ford Escort RS Cosworth | 13:12                   |       | François Delecour |
| WP8            | Pont en Royans – St. Pierre de Chérennes | 18,79 km                      | 10:17    | François Delecour | Daniel Grataloup  | Ford Escort RS Cosworth | 12:14                   |       | François Delecour |
| WP9            | Le Sappey en Chartreuse – Café Carret    | 43,00 km                      | 12:00    | François Delecour | Daniel Grataloup  | Ford Escort RS Cosworth | 23:17                   |       | François Delecour |
| WP10           | Prabert – Pinet d’Uriage                 | 30,85 km                      | 14:33    | François Delecour | Daniel Grataloup  | Ford Escort RS Cosworth | 16:43                   |       | François Delecour |
| WP11           | St. Barthelemy – St. Michel les Portes   | 36,69 km                      | 15:56    | François Delecour | Daniel Grataloup  | Ford Escort RS Cosworth | 23:07                   |       | François Delecour |
| WP12           | Aspres lés Corps – Chauffayer            | 25,67 km                      | 17:48    | Juha Kankkunen    | Nicky Grist       | Toyota Celica Turbo     | 14:57                   |       | François Delecour |
| Tag 3 26. Jan. |                                          |                               |          |                   |                   |                         |                         |       | François Delecour |
| WP13           | Col de la Saulce – Rosans                | 31,24 km                      | 06:03    | François Delecour | Daniel Grataloup  | Ford Escort RS Cosworth | 19:43                   |       | François Delecour |
| WP14           | L’Aubergerie – Laborel                   | 26,11 km                      | 06:56    | Armin Schwarz     | Klaus Wicha       | Mitsubishi Lancer Evo I | 18:31                   |       | François Delecour |
| WP15           | Sisteron – Thoard                        | 36,80 km                      | 08:14    | Carlos Sainz      | Luis Moya         | Subaru Impreza 555      | 26:36                   |       | François Delecour |
| WP16           | Malijai – Puimichel                      | 12,32 km                      | 09:27    | Armin Schwarz     | Klaus Wicha       | Mitsubishi Lancer Evo I | 07:44                   |       | François Delecour |
| WP17           | Moulinet – La Bollène Vésubie            | 22,21 km                      | 23:39    | Carlos Sainz      | Luis Moya         | Subaru Impreza 555      | 18:11                   |       | François Delecour |
| Tag 4 27. Jan. |                                          |                               |          |                   |                   |                         |                         |       | François Delecour |
| WP18           | St. Sauveur – Beuil                      | 22,15 km                      | 00:41    | Juha Kankkunen    | Nicky Grist       | Toyota Celica Turbo     | 14:11                   |       | François Delecour |
| WP19           | Pont des Miolans – St. Auban             | 24,03 km                      | 02:06    | Armin Schwarz     | Klaus Wicha       | Mitsubishi Lancer Evo I | 14:11                   |       | François Delecour |
| WP20           | Chaudon-Norante – Digne                  | 19,60 km                      | 04:04    | Carlos Sainz      | Luis Moya         | Subaru Impreza 555      | 13:41                   |       | François Delecour |
| WP21           | Clumanc – Lambruisse                     | 14,94 km                      | 05:40    | Armin Schwarz     | Klaus Wicha       | Mitsubishi Lancer Evo I | 10:05                   |       | François Delecour |
| WP22           | Pont de Villaron                         | 18,62 km                      | 06:10    | Armin Schwarz     | Klaus Wicha       | Mitsubishi Lancer Evo I | 11:26                   |       | François Delecour |

### Gewinner Wertungsprüfungen
| WP                          | Anzahl | Fahrer            | Auto                    |
| --------------------------- | ------ | ----------------- | ----------------------- |
| 4, 7 – 11, 13               | 7      | François Delecour | Ford Escort RS Cosworth |
| 1, 2, 6, 14, 16, 19, 21, 22 | 8      | Armin Schwarz     | Mitsubishi Lancer Evo I |
| 15, 17, 20                  | 3      | Carlos Sainz      | Subaru Impreza 555      |
| 12, 18                      | 2      | Juha Kankkunen    | Toyota Celica Turbo     |
| 3                           | 1      | Didier Auriol     | Toyota Celica Turbo     |
| 5                           | 1      | Kenneth Eriksson  | Mitsubishi Lancer Evo I |

### Fahrer-Weltmeisterschaft
| Pos. | Fahrer            | Punkte |
| ---- | ----------------- | ------ |
| 1    | François Delecour | 20     |
| 2    | Juha Kankkunen    | 15     |
| 3    | Carlos Sainz      | 12     |
| 4    | Miki Biasion      | 10     |
| 5    | Kenneth Eriksson  | 8      |

### Herstellerwertung
| Pos. | Team       | Punkte |
| ---- | ---------- | ------ |
| 1    | Ford       | 20     |
| 2    | Toyota     | 17     |
| 3    | Subaru     | 14     |
| 4    | Mitsubishi | 10     |